# Konstancin-Jeziorna (gemeente)
De gemeente Konstancin-Jeziorna is een stad- en landgemeente in het Poolse woiwodschap Mazovië, in powiat Piaseczyński.
De zetel van de gemeente is in Konstancin-Jeziorna.
Op 30 juni 2004 telde de gemeente 22 984 inwoners.

## Oppervlakte gegevens
In 2002 bedroeg de totale oppervlakte van gemeente Konstancin-Jeziorna 78,28 km², waarvan:
- agrarisch gebied: 63%
- bossen: 13%

De gemeente beslaat 15,44% van de totale oppervlakte van de powiat.

## Demografie
Stand op 30 juni 2004:
| Omschrijving                   | Totaal | Totaal | Vrouwen | Vrouwen | Mannen | Mannen |
| ------------------------------ | ------ | ------ | ------- | ------- | ------ | ------ |
| eenheid                        | aantal | %      | aantal  | %       | aantal | %      |
| inwoners                       | 22 984 | 100    | 12 099  | 52,6    | 10 885 | 47,4   |
| bevolkingsdichtheid (inw./km²) | 293,6  | 293,6  | 154,6   | 154,6   | 139,1  | 139,1  |

In 2002 bedroeg het gemiddelde inkomen per inwoner 2383,76 zł.

## Administratieve plaatsen (sołectwo)
Bielawa, Borowina, Cieciszew, Ciszyca, Czarnów, Czernidła, Dębówka, Gassy, Habdzin, Kawęczyn, Kawęczynek, Kępa Oborska, Kępa Okrzewska, Kierszek, Łęg, Obory (o statusie osiedla), Obórki, Okrzeszyn, Opacz, Parcela, Piaski, Słomczyn, Turowice.

## Aangrenzende gemeenten
Góra Kalwaria, Józefów, Karczew, Otwock, Piaseczno, m.st. Warszawa